# Филю Чакъров
Филю Христов Чакъров е български политик от БКП.

## Биография
Роден е на 24 октомври 1943 г. в Смядово. През 1968 г. завършва Селскостопанския институт „Георги Димитров“ в София. В Института е секретар на комитета на Комсомола. След като завършва става главен икономист в ТКЗС в Смядово. Отделно е член на Бюрото на Окръжния комитет на ДКМС. Завършва аспирантура по икономика в АОНСУ и става кандидат на икономическите науки. Между 1972 и 1978 г. е първи секретар на Окръжния комитет на ДКМС в Шумен. По същото време е кандидат-член на Бюрото на Окръжния комитет на БКП. От 1978 г. е първи секретар на Градския комитет на БКП в Шумен. След това е първи секретар на Общинския комитет на БКП в Смядово. Между 1981 и 1986 г. е секретар на Окръжния комитет на БКП в Шумен, а от 1986 г. и негов първи секретар. От 1986 до 1990 г. е кандидат-член на ЦК на БКП.